# Paractaenum
Paractaenum  es un género de plantas herbáceas de la familia de las poáceas. Es originario de Australia.
Algunos autores lo incluyen en el género Plagiosetum.

## Especies
- Paractaenum novae-hollandiae
- Paractaenum refractum